# 8 септември
8 септември е 251-вият ден в годината според григорианския календар (252-ри през високосна година). Остават 114 дни до края на годината.

## Събития
- 70 г. – Тит Флавий обсажда Ерусалим.
- 1331 г. – Стефан Душан се обявява за крал на Рашка.
- 1380 г. – Московският княз Дмитрий Донски разгромява ордите на хан Мамай в Куликовската битка.
- 1504 г. – На площада пред Палацо Векио във Флоренция, официално е открита скулптурата Давид изваяна от Микеланджело Буонароти.
- 1522 г. – Завършва първото околосветско пътешествие, оглавявано от Фернандо Магелан.
- 1655 г. – Шведската армия завладява Варшава.
- 1664 г. – Американското селище Ню Амстердам е отнето от холандците и е преименувано от английските заселници на Ню Йорк.
- 1761 г. – В Лондон крал Джордж III се жени за принцеса Шарлота фон Мекленбург-Щрелиц.
- 1791 г. – Художници за пръв път излагат своите картини в Лувъра.
- 1802 г. – С указ на император Александър I в Русия са създадени първите министерства.
- 1861 г. – В езерото Мичиган потъва американският кораб „Lady Elgin“ след сблъсък с друг параход. Загиват над 300 души.
- 1885 г. – Княз Александър Батенберг издава указ, с който признава Съединението на България.
- 1888 г. – Играят се първите шест мача на Английската футболна лига.
- 1898 г. – Екзарх Йосиф I заедно с митрополитите на Княжество България освещава българската желязна църква „Свети Стефан“ в Цариград.
- 1900 г. – Мощен ураган причинява смъртта на над 6000 души край гр. Галвестън в Тексас, САЩ.
- 1925 г. – Германия е приета в Лигата на нациите.

- 1926 г. – Царство България получава т.нар. Бежански заем в размер 3 326 000 британски лири от английски и американски банки под контрола на Обществото на народите, който е използван за настаняване на бежанците.
- 1928 г. – Финансовият комитет на ОН увеличава разрешената сума за външен заем до 5 000 000 британски лири, заради Чирпанското земетресение.
- 1941 г. – Втората световна война: Германските сили обсаждат втория по големина град в Съветския съюз, което е начало на Блокадата на Ленинград, продължила до 27 януари 1943 г.
- 1943 г. – Втората световна война: Италия обявява подписаното на 3 септември 1943 г. Примирие на Италия с антихитлеристката коалиция. Навсякъде където се намират италианските войски, започват бойни действия срещу германските войски.
- 1943 г. – Втората световна война: Започва провеждането на Додеканезката операция.
- 1944 г. – България във Втората световна война: На 5 септември 1944 г, Съветският съюз обявява война на Царство България. Няколко дни по-рано, под заплахата от приближаващата Червена армия, правителството на Иван Багрянов обявява неутралитет на България във войната и започва преговори за мир с Англия и САЩ, които пропадат. Парламентарната опозиция съставя ново правителство начело с Константин Муравиев, което също се опитва да предотврати войната със Съветския съюз, но безуспешно. Въпреки това на 8 септември правителството обявява война на Нацистка Германия. На същия ден призори, Червената армия нахлува в страната ни начело с маршал Толбухин. Преминава българската граница при река Дунав и без каквито и да е военни действия окупира страната.
- 1944 г. – Провъзгласена е Независима република Македония.
- 1944 г. – Втората световна война: Нацистка Германия изстрелва от Хага срещу Лондон първата балистична ракета Фау-2.
- 1945 г. – САЩ и СССР се споразумяват за разделянето на Корея на две зони на влияние по протежение на 38-ия паралел.
- 1946 г. – В Царство България, в нарушение на Търновската конституция и в условията на съветска окупация, е проведен референдум за промяна на формата на държавно управление, на който българският народ гласува с 92,7% за смяна на монархията с „народна република“.

- 1954 г. – В Манила е подписан договор за създаване на агресивния военен съюз СЕАТО, просъществувал 23 години.
- 1957 г. – Започва първият Шахматен турнир в Сараево.
- 1964 г. – С указ на Президиума на Народното събрание на Народна република България е утвърден националния химн Мила Родино.
- 1974 г. – Президентът на САЩ Джералд Форд амнистира предшественика си Ричард Никсън за всички престъпления, които може би е изпълнил по време на президентския си мандат.
- 1976 г. – Във Варна е открит Аспаруховият мост.
- 1991 г. – Чрез референдум Република Македония обявява независимост от Социалистическа федеративна република Югославия.
- 1993 г. – В град Фес, Мароко, е основана Организацията на градовете на световно наследство.
- 1994 г. – XXXVI народно събрание на България приема оставката на правителството на Любен Беров.
- 1994 г. – Самолет Боинг 737 на авиокомпания Ю Ес Еър катастрофира до Питсбърг, щата Пенсилвания. Загиват 132 души.
- 2004 г. – Непилотираният космически апарат на НАСА Дженезис се разбива при приземяване, след като парашутът му не се отваря.
- 2006 г. – Общото събрание на ООН обявява „Десетилетие на грамотността на ООН“.

## Родени
- 1157 г. – Ричард I Лъвското сърце, крал на Англия († 1199 г.)
- 1207 г. – Саншу II, крал на Португалия († 1248 г.)
- 1271 г. – Карл Мартел Анжуйски, крал на Унгария († 1295 г.)
- 1474 г. – Лудовико Ариосто, италиански поет († 1533 г.)
- 1588 г. – Марен Мерсен, френски математик († 1648 г.)
- 1621 г. – Луи II дьо Бурбон, принц дьо Конде, френски маршал († 1686 г.)
- 1749 г. – Принцеса дьо Ламбал, френско-италианска аристократка († 1792 г.)
- 1749 г. – Херцогиня дьо Полиняк, френска аристократка († 1793 г.)
- 1767 г. – Аугуст Вилхелм Шлегел, немски писател († 1845 г.)
- 1804 г. – Едуард Мьорике, немски поет († 1875 г.)
- 1830 г. – Фредерик Мистрал, френски поет, лауреат на Нобелова награда за литература през 1904 г. († 1914 г.)
- 1831 г. – Вилхелм Раабе, немски белетрист и художник († 1910 г.)
- 1841 г. – Антонин Дворжак, чешки композитор († 1904 г.)
- 1843 г. – Дмитрий Анучин, руски учен († 1923 г.)
- 1857 г. – Георг Михаелис, германски министър-председател († 1936 г.)
- 1868 г. – Велизар Лазаров, български военен деец и спортен функционер († 1941 г.)
- 1868 г. – Мара Белчева, българска поетеса († 1937 г.)
- 1880 г. – Йордан Тренков, български революционер († 1960 г.)
- 1887 г. – Джейкъб Дивърс, американски генерал († 1979 г.)
- 1887 г. – Свами Шивананда, индийски гуру († 1963 г.)
- 1910 г. – Жан Луи Баро, френски артист († 1994 г.)
- 1918 г. – Дерек Бартън, британски химик, лауреат на Нобелова награда за химия през 1969 г. († 1998 г.)
- 1920 г. – Симеон Русков, български инженер († 1977 г.)
- 1924 г. – Георги Георгиев – Гочето, български актьор († 2015 г.)
- 1925 г. – Питър Селърс, британски актьор († 1980 г.)
- 1932 г. – Патси Клайн, американска кънтри певица († 1963 г.)
- 1935 г. – Хелга М. Новак, немска писателка († 2013 г.)
- 1946 г. – Халил Ергюн, турски актьор
- 1948 г. – Лин Аби, американска писателка
- 1955 г. – Иван Методиев, български футболист и треньор († 2006 г.)
- 1958 г. – Янаки Стоилов, български политик
- 1958 г. – Стоян Бончев, български футболист
- 1960 г. – Агури Сузуки, японски пилот от Формула 1
- 1962 г. – Томас Кречман, немски актьор
- 1969 г. – Гари Спийд, уелски футболист и треньор († 2011 г.)
- 1971 г. – Даниел Петров, български боксьор
- 1971 г. – Дейвид Аркет, американски актьор
- 1972 г. – Маркус Бабел, немски футболист и треньор
- 1979 г. – Петер Леко, унгарски шахматист
- 1979 г. – Пинк, американска певица
- 1981 г. – Мортен Гамст Педерсен, норвежки футболист
- 1984 г. – Тиаго Трейшел, бразилски футболист
- 1984 г. – Юрген Зоймел, австрийски футболист
- 1986 г. – Жоао Моутиньо, португалски футболист
- 1993 г. – Павел Иванов, български актьор

## Починали
- 701 г. – Сергий I, римски папа (* ? г.)
- 780 г. – Лъв IV, византийски император (* 750 г.)
- 1645 г. – Франсиско де Кеведо, испански поет (* 1580 г.)
- 1709 г. – Иван Мазепа, хетман на Украйна (* 1644 г.)
- 1811 г. – Петер Зимон Палас, германски биолог (* 1741 г.)
- 1894 г. – Херман фон Хелмхолц, германски физик (* 1821 г.)
- 1895 г. – Адам Опел, германски предприемач (* 1837 г.)
- 1921 г. – Ян Янски, чешки невролог (* 1873 г.)
- 1922 г. – Леон Бона, френски художник (* 1833 г.)
- 1933 г. – Фейсал I, крал на Сирия и Ирак (* 1883 г.)
- 1940 г. – Стефан Бобчев, български общественик, държавник и публицист (* 1853 г.)
- 1943 г. – Иван Цибулка, чешки виолончелист (* 1880 г.)
- 1943 г. – Юлиус Фучик, чешки политик, писател и журналист (* 1903 г.)
- 1949 г. – Рихард Щраус, немски композитор (* 1864 г.)
- 1954 г. – Андре Дерен, френски художник (* 1880 г.)
- 1960 г. – Фероз Ганди, индийски политик и журналист (* 1912 г.)
- 1965 г. – Дороти Дендридж, американска актриса (* 1922 г.)
- 1978 г. – Панчо Владигеров, български композитор (* 1899 г.)
- 1980 г. – Уилърд Либи, американски химик, лауреат на Нобелова награда за физика през 1960 г. (* 1908 г.)
- 1981 г. – Хидеки Юкава, японски физик, лауреат на Нобелова награда за физика през 1949 г. (* 1907 г.)
- 1999 г. – Виктор Самойлов, руски актьор (* 1924 г.)
- 2003 г. – Лени Рифенщал, немска филмова режисьорка (* 1902 г.)
- 2004 г. – Иван Кондов, български актьор (* 1925 г.)
- 2004 г. – Ричард Бътлър, нео-нацист (* 1918 г.)
- 2007 г. – Христо Вълчанов, български футболист (* 1932 г.)
- 2009 г. – Оге Нилс Бор, датски физик, лауреат на Нобелова награда за физика през 1975 (* 1922 г.)
- 2012 г. – Томас Сас, унгарски психиатър (* 1920 г.)
- 2016 г. – Ханес Арх, австрийски пилот, състезаващ се в Red Bull Air Race (* 1967 г.)
- 2021 г. – Марин Бодаков, български поет и журналист (* 1971 г.)
- 2022 г. – Елизабет II, кралица на Обединеното кралство и на страните на Британската общност

## Празници
- Рождество на Пресвета Богородица (Малка Богородица, Рожен) в календара на Българска православна църква
- Ден на международна солидарност на журналистите – Чества се от 1958 г. по решение на Международната организация на журналистите
- Световен ден на първата помощ (за 2012 г.) – Отбелязва се от 2001 г. през втората събота на септември по предложение на Международната федерация на дружествата на Червения кръст и Червения полумесец
- ЮНЕСКО – Международен ден на грамотността – Отбелязва се от 1966 г.
- Андора – Ден на независимостта (1893 г., от Франция и Испания, национален празник)
- България
  - Празник на град Берковица – Чества се на църковния празник Рождество на Пресвета Богородица – храмов празник на църквата в града, построена през 1843 г. Отбелязва се от 1997 г.
  - Празник на град Полски Тръмбеш – Празникът е възобновен от 1993 г.
  - Празник на Симитли
  - Празник на Хасково – Чества се от 1993 г. с решение на Общинския съвет в Деня на църковния празник на Рождество на Пресвета Богородица
- Северна Македония – Ден на независимостта (1991 г., от Югославия, национален празник)
- Северна Корея – Създаване на Демократичната република (1948 г., национален празник)